# Parafia św. Kazimierza w Siemiątkowie
Parafia pw. Świętego Kazimierza w Siemiątkowie – parafia rzymskokatolicka należąca do dekanatu raciąskiego, diecezji płockiej, metropolii warszawskiej. Została erygowana 10 grudnia 1984 roku dekretem bp. płockiego Zygmunta Kamińskiego.
19 września 1993 roku bp Zygmunt Kamiński konsekrował kościół parafialny pw. Matki Bożej Częstochowskiej. Budowa świątyni trwała osiem lat.